# Belgrandiella
Belgrandiella é um género de gastrópode  da família Hydrobiidae.
Este género contém as seguintes espécies:
- Belgrandiella austriana
- Belgrandiella fuchsi
- Belgrandiella ganslmayri
- † Belgrandiella intermedia
- Belgrandiella mimula
- Belgrandiella parreyssi
- Belgrandiella pelerei
- Belgrandiella styriaca
- Belgrandiella wawrai